# Birte Weigang
Pour les articles homonymes, voir Weigang.
Birte Weigang, né le 31 janvier 1968 à Leipzig, est une ancienne nageuse spécialisée en nage papillon et en dos crawlé et institutrice est-allemande. 

## Biographie

### Famille
Birte Weigang est la fille de Horst Weigang, footballeur est-allemand et sœur de Sven Weigang (de), footballeur.  

### Carrière sportive
Birte Weigang est médaillée d'or dans le relais 4*100 mètres quatre nages aux Jeux olympiques d'été de 1988 à Séoul et remporte en individuel la médaille d'argent pour le 100 et 200 mètres papillon.
Sa carrière prend fin à la suite d'une hernie discale due au dopage et elle devient institutrice à Berlin.

## Palmarès
- Championnats d'Europe 1985
  -  Médaille d'or (100 mètres dos)
  -  Médaille d'or (relais 4 × 100 mètres quatre nages)
  -  Médaille d'argent (100 mètres papillon)
- Championnats du monde 1986
  -  Médaille de bronze (200 mètres papillon en 2 min 10 s 68)
- Championnats d'Europe 1987
  -  Médaille d'or (relais 4 × 100 mètres quatre nages)
  -  Médaille d'argent (100 mètres papillon)
  -  Médaille d'argent (200 mètres papillon)
- Jeux olympiques 1988
  -  Médaille d'or (relais 4 × 100 mètres quatre nages, avec Kristin Otto, Silke Hörner et Katrin Meißner)
  -  Médaille d'argent (100 mètres papillon)
  -  Médaille d'argent (200 mètres papillon)

## Distinction
Birte Weigang est décorée en 1988 de l'ordre du mérite patriotique (Vaterländischer Verdienstorden), section « Or ».